# Ralph Fiennes
Ralph Nathaniel Twisleton-Wykeham-Fiennes (spreek uit: [ˈreɪf ˈfaɪnz]; Ipswich, Suffolk, 22 december 1962) is een Brits acteur. Hij werd opgeleid aan de Royal Academy of Dramatic Art en werd in 1988 lid van het theatergezelschap de Royal Shakespeare Company. Hij is de oudere broer van acteur Joseph Fiennes.
Hij maakte in 1992 zijn filmdebuut als Heathcliff in Wuthering Heights, tegenover Juliette Binoche. Hij verwierf internationale bekendheid door zijn rol als Amon Göth, de commandant van concentratiekamp Płaszów, in Schindler's List (1993). Hij werd genomineerd voor de Oscar voor beste mannelijke bijrol. Zijn tweede Oscarnominatie volgde in 1997; ditmaal in de categorie beste mannelijke hoofdrol voor zijn rol in The English Patient.
Fiennes is ook te zien als Voldemort in de Harry Potter-films. Daarnaast speelde hij in onder meer de James Bondfilm Skyfall, als Gareth Mallory. Aan het einde van de film wordt duidelijk dat Gareth Mallory de nieuwe M wordt. Ook in de Bondfilms Spectre (2015) en No Time to Die (2021) speelt hij M.
Fiennes ontmoette de Engelse actrice Alex Kingston toen ze beiden studeerden aan the Royal Academy of Dramatic Art. Na een relatie van tien jaar, trouwden ze in 1993 en scheidden in 1997, na een relatie van Fiennes met de achttien jaar oudere actrice Francesca Annis. Met haar had hij een relatie van 1995 tot 2006. Aan deze relatie kwam een eind door een affaire van Fiennes met een jongere zangeres.
Fiennes is nationaal ambassadeur voor Unicef.
Hij verkreeg in september 2017 de Servische nationaliteit.